# Fürstbischöfliches Försterhaus und Viehhof

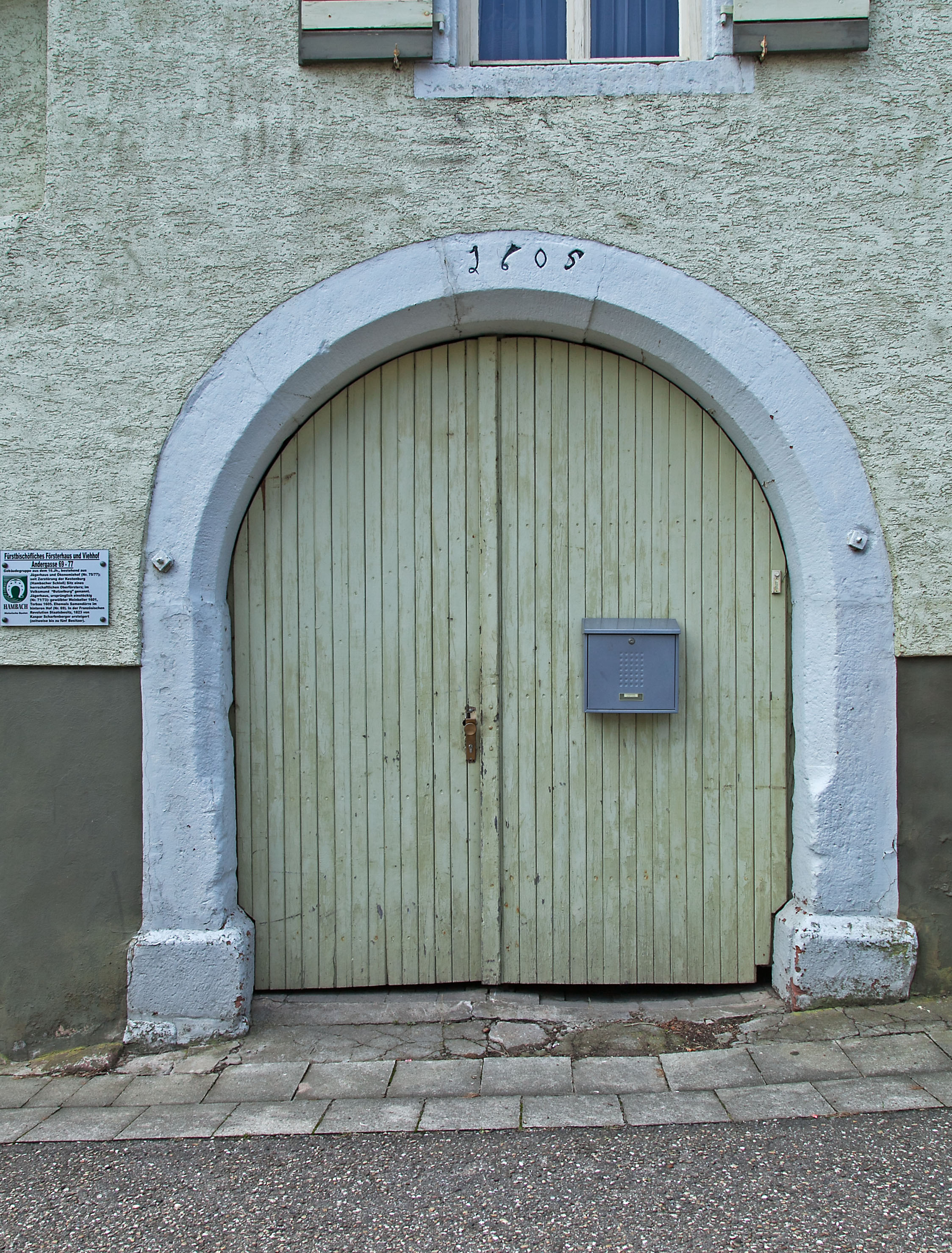
Denkmalgeschützte Toreinfahrt

Das Fürstbischöfliche Försterhaus samt zugehörigem Viehhof ist ein Anwesen in Neustadt an der Weinstraße, bei dem einzelne Bauteile denkmalgeschützt sind.

## Lage
Das Ensemble befindet sich innerhalb des Stadtteils Hambach an der Weinstraße innerhalb der örtlichen Andergasse und umfasst die ungeraden Hausnummern von 69 bis 77.
Weiter östlich auf der anderen Straßenseite steht das Bischöfliche Försterhaus. In unmittelbarer Nähe nordwestlich befinden sich der Schlossberg, das Hambacher Schloss sowie das Naturschutzgebiet Haardtrand - Im Erb.

## Geschichte
Seit der Zerstörung der Kästenburg im Pfälzischen Erbfolgekrieg, die bis dahin Sitz eines herrschaftlichen Oberförsters war, verlegte dieser seine Residenz in besagtes Anwesen, das im Volksmund die Bezeichnung „Butzelburg“ erhielt.
Ab der Französischen Revolution war das Ensemble zunächst Staatsbesitz, ehe es 1823 von einem Bürger namens Kaspar Scharfenberger ersteigert wurde. Später hatte es temporär bis zu fünf Besitzer gleichzeitig.
Im Laufe der 2000er Jahre wurde am Bauwerk – wie bei vielen anderen innerhalb von Hambach – eine Infotafel mit der Überschrift Fürstbischöfliches Försterhaus und Viehhof angebracht, die einen geschichtlichen Abriss über das Gebäude enthält.

## Ensemble
Die Gebäudegruppe stammt aus dem 16. Jahrhundert. Sie besteht unter anderem aus dem Jägerhaus und dem Ökonomiehof, die die Hausnummern 75 und 77 tragen. Ein weiteres, ursprünglich einstöckiges Jägerhaus, umfasst die Hausnummern 71 und 73. Das Gebäude mit der Nummer 73 enthält einen denkmalgeschützten Torbau aus dem Jahr 1605 und einen ebenfalls denkmalgeschützten Weinkeller aus Sandstein, der mit der Jahreszahl 1601 bezeichnet ist.